# José Gola
José Gola (La Plata, 7 de febrero de 1904 - Buenos Aires, 27 de abril de 1939) fue un actor argentino de cine y teatro de la Época de Oro del cine argentino.

## Sus inicios en el teatro
Nacido en la ciudad de La Plata, sus hermanos eran dueños de una maderera que estaba en la calle 122, funcionó allí hasta la década de 1970, se hogar se ubica en la calle 3 entre 35 y 36.
José Gola creció  en una familia de artistas: su hermano César era violinista en la orquesta del teatro Argentino de La Plata y compositor, Amelia y Benso pianistas, Ermete periodista y  comediógrafo, y él a los 14 años consiguió entrar en el Teatro Coliseo Podestá, de La Plata. Partiendo como comparsa hasta llegar a galán de la compañía Muiño-Alippi recorrió varios de los más cotizados elencos teatrales y toda clase de papeles pero sin llegar a ser figura estelar pese a que gustaban su presencia y actuaciones.
En 1936 José Gola trabajó en la Compañía Argentina de Grandes Artistas Los Ases, dirigida por Luis Bayón Herrera, Julio F. Escobar y Félix Blanco, la que en tres secciones –como se acostumbraba- representaban sainetes, comedias y hasta dramas históricos como La parda Mariana Artigas, de Pablo Suero, que retrataba estampas de la vida porteña de 1810.

## Su vinculación con el cine

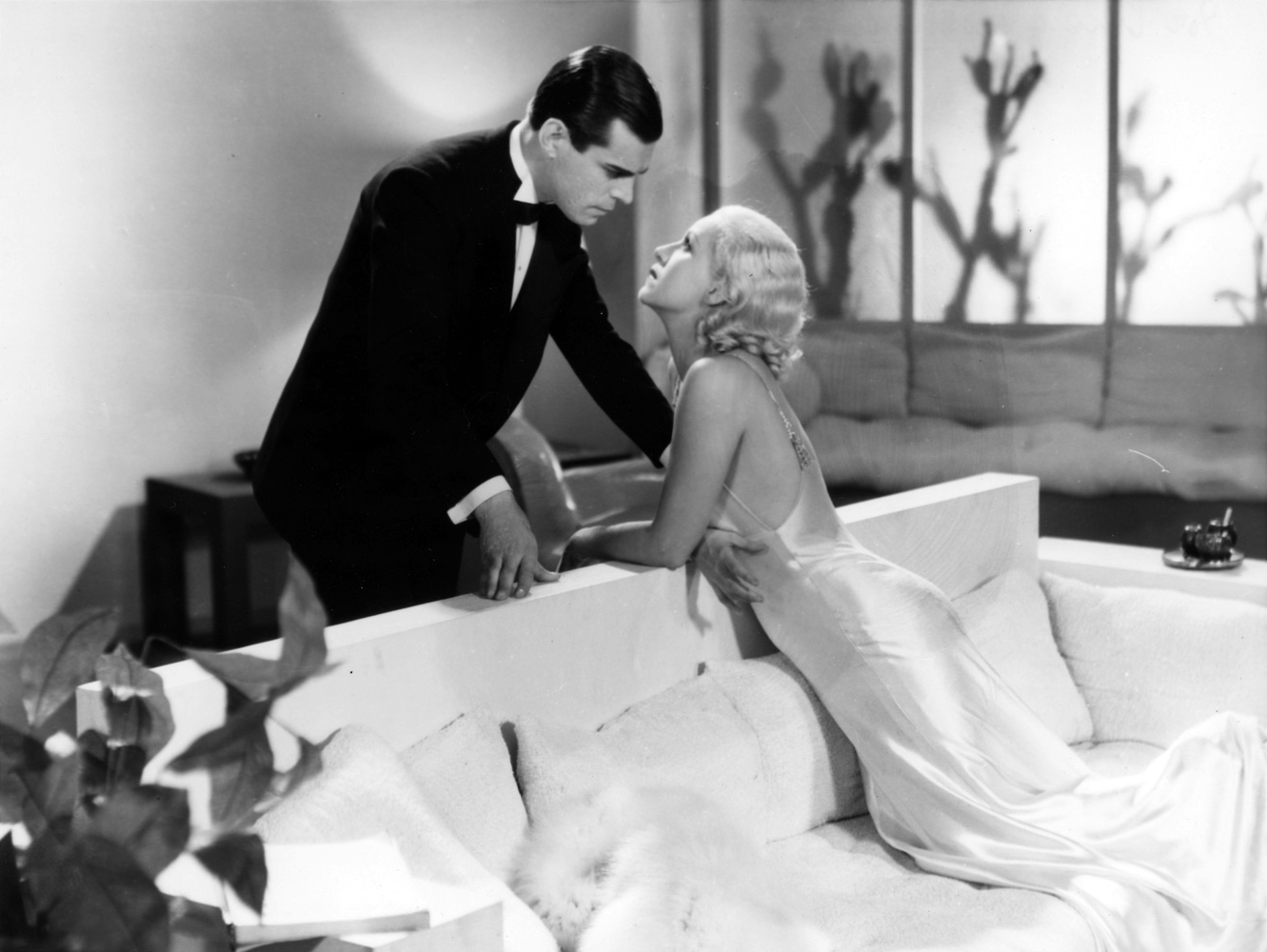
Gola junto a Blanca de Castejón en Por buen camino (1935) de Eduardo Morera.

En 1923 participó en el filme mudo De nuestras pampas dirigido por Julio Irigoyen y recién en 1934 vuelve a filmar -esta vez con sonido- convocado por José Agustín Ferreyra para su película Mañana es domingo. Al llegar al cine, Gola tomó en consideración que la pantalla acerca al actor al público y magnifica los detalles y fue así que empleó un estilo restringido e indirecto que sumado a la fuerza y el magnetismo de su personalidad dio a sus personajes convincente fisonomía humana y resonancias interiores absolutamente nuevas en los filmes dramáticos realizados en Argentina. Su actuación era elocuente pero sobre la base de  gestos leves, una graduada atención de su mirada y un estricto timing que estaban bajo el sigiloso control de una inteligencia alerta. Supo combinar su estampa varonil y la reciedumbre masculina que trascendía de ella con rasgos reveladores de sensibilidad y así construyó sutilmente el relieve de sus tipos.  No es posible saber cuánta influencia tuvo  Ferreyra en la construcción de este estilo de actuación ante las cámaras, pero el director tuvo el indudable mérito de haberlo elegido para su película.
Ulyses Petit de Murat comentó en el diario Crítica que Mañana es domingo era una película mediocre “pero en el reparto … se destaca José Gola con una brillantez inesperada y absorbe todos los comentarios.” Lo cierto es que a Gola le bastó una película para revelarse como el galán que esperaba el cine argentino.

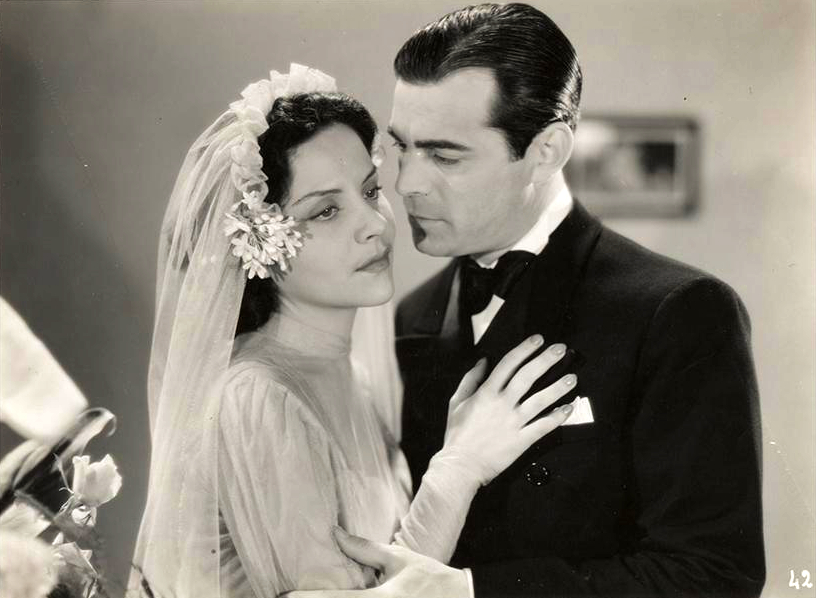
Gola junto a Amelia Bence en La vuelta al nido (1938) de Leopoldo Torres Ríos.

Más adelante, en 1937, fue elegido para protagonizar uno de los papeles principales en la película Fuera de la ley de Manuel Romero y realizó la que él mismo consideraba la mejor actuación de su carrera. El crítico Domingo Di Núbila opinó al respecto que “la formidable actuación de José Gola fue acaso el factor más importante porque pudo apoyarse en la complejidad del protagonista para insertarla en la reciedumbre de su propia personalidad. Así logró un trabajo de alto voltaje sin salir del estilo restringido e indirecto ideal en cine. Su mirada transmitió las convulsiones interiores del criminal. Había internalizado magistralmente sus arrebatos y su descontrol.”
En Los caranchos de La Florida dirigida en 1938 por Alberto de Zavalía Gola rindió otro de sus excelentes trabajos, ricos en fuerza interior y matices, pese a que su personaje también había perdido vigor en el trasvasamiento a la pantalla. Sin embargo, fue con la personalidad e inteligencia de Gola que el director sostuvo en buena medida la atención del público.

## Fallecimiento
En 1939 Gola acercó a Mario Soffici  un libreto elaborado por Ulyses Petit de Murat y Darío Quiroga basado en tres cuentos de Horacio Quiroga. Sobre la base del mismo el director comenzó a filmar en la selva de Misiones Prisioneros de la tierra. A los pocos días Gola, que iba a protagonizar uno de los papeles principales, enfermó; hubo que construir una pista de emergencia para que el avión sanitario puesto a disposición por el presidente de la República y en el que embarcaron sus hermanos Emilio y Ermete, pudiera aterrizar allí y trasladarlo a Buenos Aires. Fue trasladado al Sanatorio Podestá donde fue atendido por el eximio médico Ricardo Finochietto. Pese a los esfuerzos por mantenerlo con vida Gola fallecía de peritonitis apendicular en esta ciudad el 27 de abril de 1939. En su homenaje lleva su nombre una calle de Buenos Aires.
En cuanto a su vida privada, mantuvo un largo romance con la joven actriz Anita Jordán, fallecida también a temprana edad. Su hermano fue el también actor Emilio Gola, quien supo tener una breve intervención cinematográfica en películas como Con el dedo en el gatillo, Huella y La casa de los cuervos.

## Filmografía
- Frente a la vida (1939) dir. Enrique de Rosas
- Hermanos (1939) dir. Enrique de Rosas
- La estancia del gaucho Cruz (1938) dir. Leopoldo Torres Ríos
- La vuelta al nido (1938) dir. Leopoldo Torres Ríos  .... Enrique Núñez
- Los caranchos de la Florida (1938) dir. Alberto de Zavalía
- Nace un amor (1938) dir. Luis Saslavsky
- El pobre Pérez (1937) dir. Luis César Amadori
- Mateo (1937) dir. Daniel Tinayre
- Fuera de la ley (1937) dir. Manuel Romero .... Juan Robles
- Palermo (1937) dir. Arturo S. Mom
- Puerto Nuevo (1936) dir. Luis César Amadori y Mario Soffici
- La muchachada de a bordo (1936) dir. Manuel Romero
- Puente Alsina (1935) dir. José Agustín Ferreyra
- La barra mendocina (1935) dir. dir. Mario Soffici
- Por buen camino (1935) dir. Eduardo Morera
- Mañana es domingo (1934) dir. José Agustín Ferreyra .... Julio 
  - Cine mudo.
- De nuestras pampas (1923)...extra dir. Julio Irigoyen[5]

## Temas musicales
- Puente Alsina (1935)